# Предраг Пухарић
Предраг Пухарић (Сарајево, 1977) босанскохерцеговачки је политичар и стручњак у области рачунарске безбедности. Од новембра 2024. обавља функцију градоначелника Сарајева. Члан је Социјалдемократске партије.

## Биографија
Рођен је 1977. у српској породици у Сарајеву. Дипломирао је на Факултету за криминалистику, криминологију и сигурносне студије Универзитета у Сарајеву. Био је ступендиста на Универзитету Кранфилд и Универзитету Пердју. Такође је био стипендиста Стејт департмента.
Годинама је радио у ИТ сектору, специјализован за рачунарску безбедност. Социјалдемократска партија га је у новембру 2024. предложила за градоначелника Сарајева након што је његова претходница Бенјамина Карић изабрана за начелника општине Ново Сарајево месец дана пре на општинским изборима 2024. Градско веће Сарајева именовало га је за градоначелника 29. новембра до формирања новог Градског већа и именовања новог градоначелника.
Ожењен је и отац сина. Живи у Сарајеву.